# Caronada (militar)

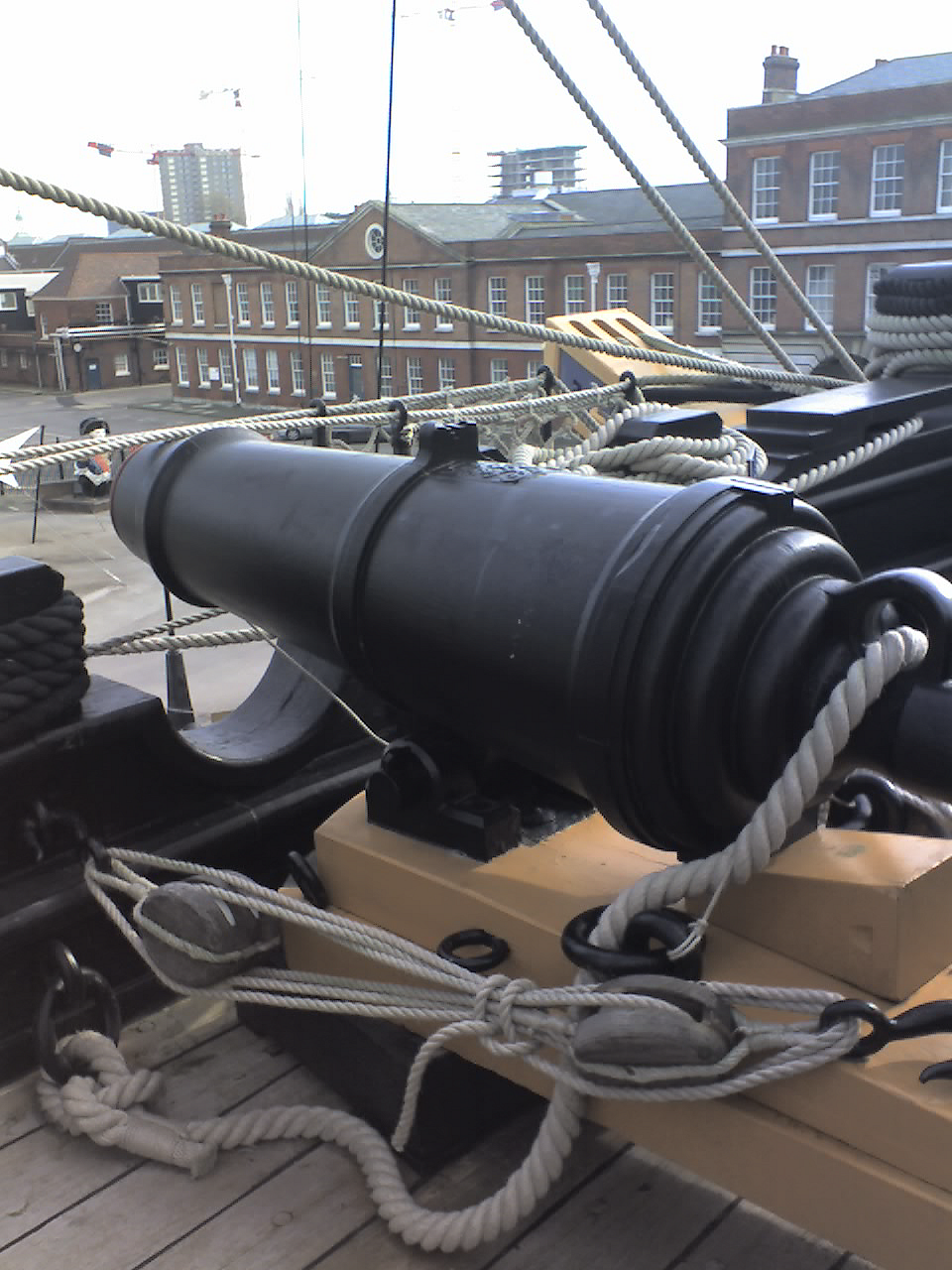
Caronada britânica de 68 libras do HMS Victory

A caronada é um tipo de canhão feito de ferro fundido fabricado para a Marinha Real Britânica pela Carron Company, uma empresa situada em Falkirk, na Escócia. Foi utilizada entre 1770 e meados do século XIX. A sua principal função era ser utilizada como arma de curto alcance nos combates entre navios. Embora tenha tido um grande sucesso no início, foi tornando-se obsoleta a sua utilização dado haver progressivamente menos combates a curta distância entre navios.

## História

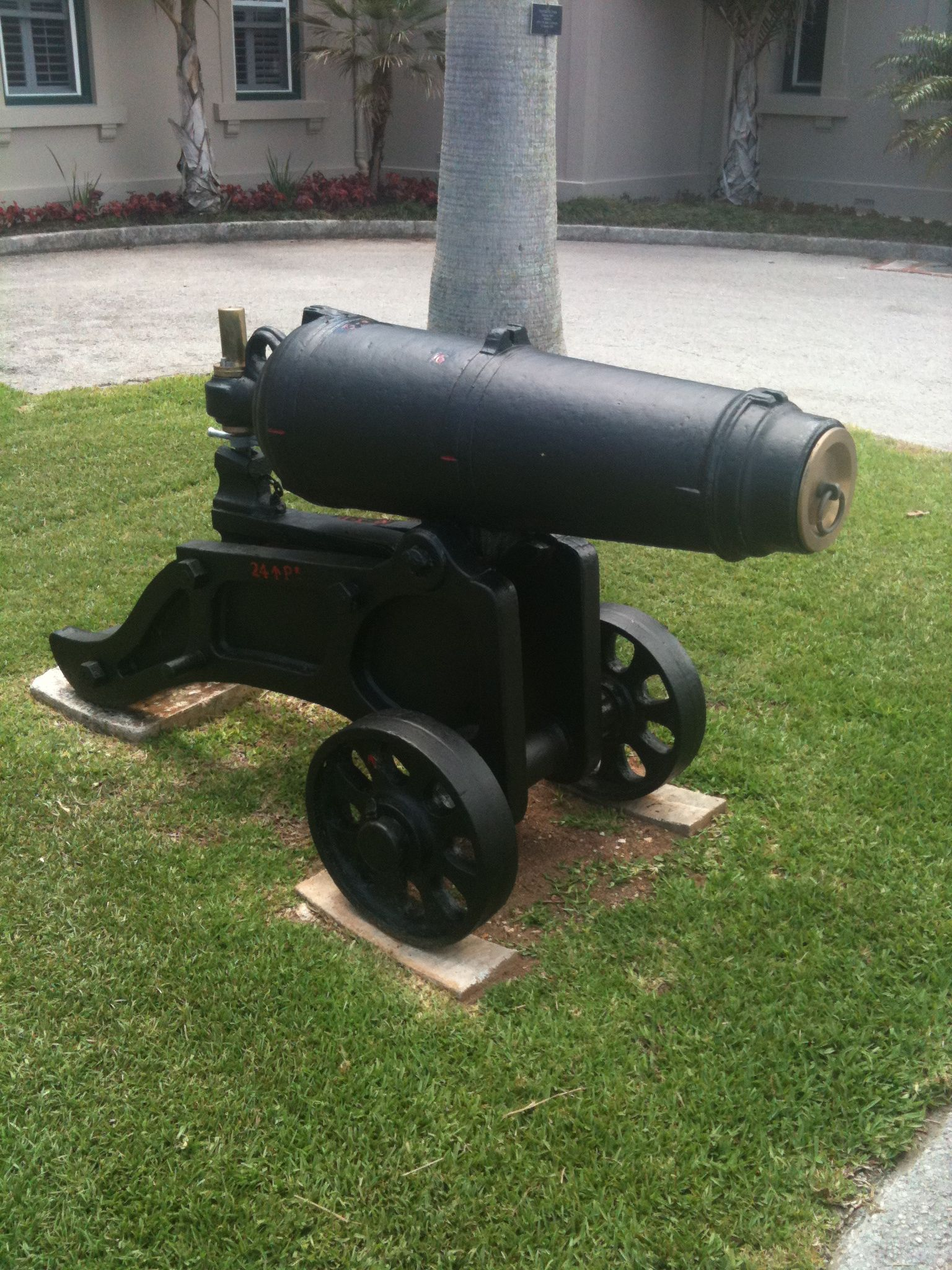
Caronada montada numa guarnição em Government House, Bermuda

A caronada foi desenhada como uma arma de artilharia naval de curto alcance e de velocidade de saída lenta. A sua invenção é atribuída, por vezes, ao tenente-general Robert Melville em 1759 e, em outras fontes a Charles Gascoigne, administrador da Carron Company entre 1769 e 1779. Nos primeiros anos, esta arma era designada por "mellvinade" ou "gasconade".
Inicialmente, as caronadas tornaram-se populares entre os navios mercantes britânicos durante a Guerra de Independência dos Estados Unidos. Uma arma ligeira que necessitava de poucos homens para manuseá-la e que tinha um poder de destruição elevado a curta distância, era uma arma ideal para defender os navios mercantes contra os corsários franceses e americanos.
No início, a Marinha Real Britânica estava relutante em adoptar o novo equipamento por não confiar na Carron Company, que tinha fama de incompetente e de praticar actos comerciais eticamente condenáveis. Quando se contavam as bocas de fogo de um navio, as caronadas não eram incluídas. Deve-se a Lord Sandwich a substituição do armamento ligeiro pelas caronadas no convés dos navios. Rapidamente se verificou a sua eficácia em batalha. As fundições francesas de armamento revelaram-se incapazes de produzir armas equivalentes durante 20 anos, o que deu uma forte vantegem táctica aos navios de guerra britânicos durante o período final do século XVIII.
A caronada teve um grande sucesso inicial e foi largamente utilizada, havendo mesmo alguns navios que apenas eram armados com ela (HMS Glatton e HMS Rainbow). O Glatton, um navio de 4ª categoria com 56 canhões, tinha uma bordada superior ao do HMS Victory, um navio de 1ª categoria com 100 canhões. Embora o Glatton e o Rainbow fossem bem sucedidos em batalha, a falta de alcance das caronadas eram uma desvantagem táctica contra navios que se mantinham à distância utilizando canhões de longo alcance.
Nas décadas de 1810 e 1820, as tácticas utilizadas em artilharia começaram a dar uma grande ênfase ao tiro de precisão de longo alcance, e menos ao tiro de curta distância ou bordada. De facto, o capitão David Porter do USS Essex reclamou quando a Marinha substituiu os seus longos canhões de 12 libras por caronadas de 32 libras. A partir de 1850, as caronadas foram retiradas da Marinha Real com o desenvolvimento de canhões revestidos a aço desenhados por William George Armstrong e Joseph Whitworth. No entanto, as caronadas ainda foram utilizadas na Guerra Civil Americana nos anos 1960.

## Descrição

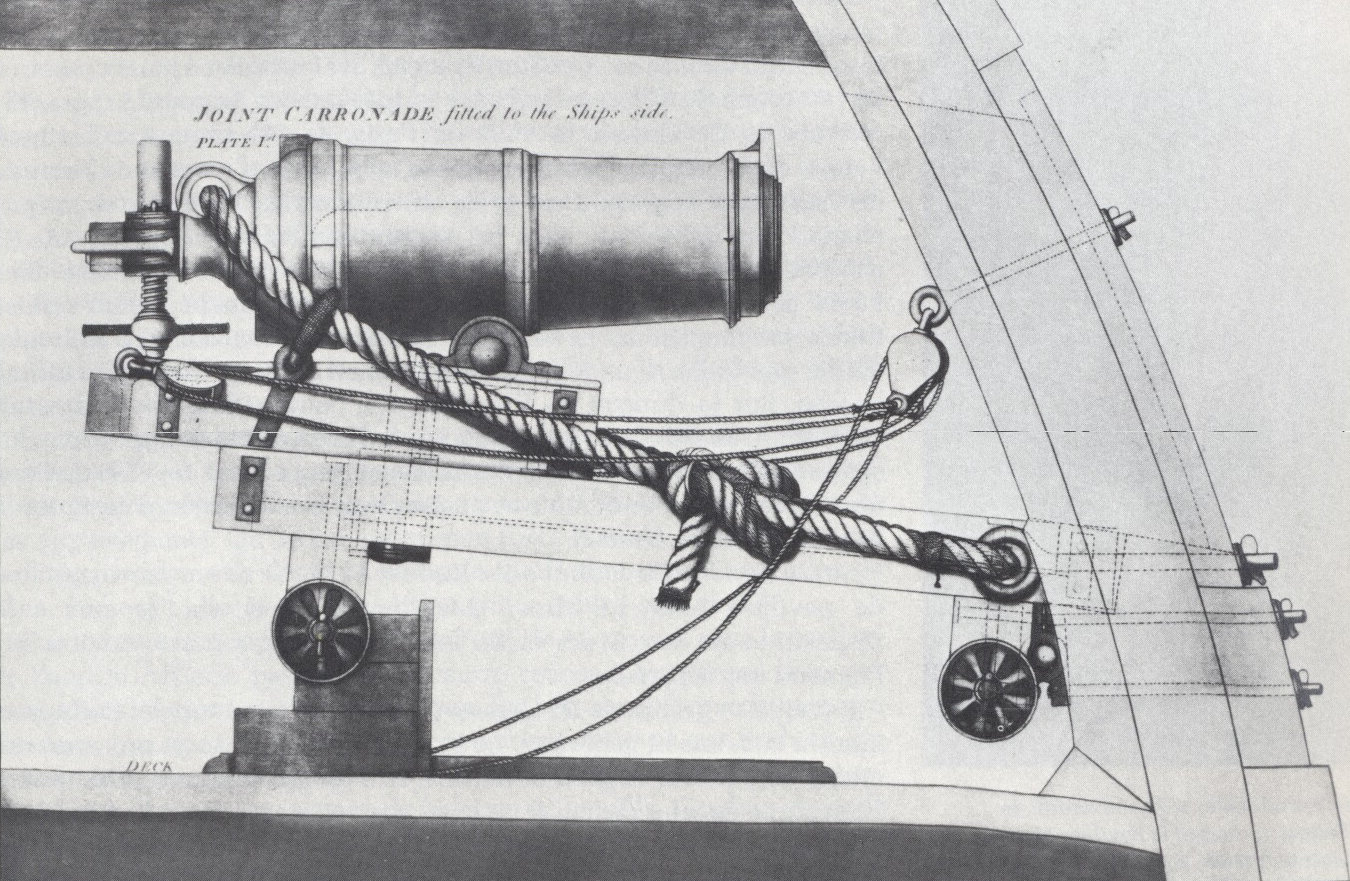
Diagrama de uma caronada.

As caronadas tinham uma câmara de calibre ligeiramente inferior que os canhões tradicionais. Por exemplo, uma caronada de 18 libras tinha uma câmara com um calibre idêntico a um canhão de 12 libras. Esta característica servia para reduzir o peso da arma, a velocidade da bala do canhão e a distância que podia alcançar.
A artilharia naval, durante a navegação à vela, não tinha uma grande eficácia nos seus tiros, independentemente do tipo de arma utilizada. Não existia equipamento de controlo de fogo nem tabelas de distâncias ao alvo. A marinha contava com o efeito dos muitos tiros disparados a curta distância. A caronada contribuía bastante para esta questão.
A baixa velocidade dos projécteis das caronadas tinha um efeito mais destrutivo estilhaçando os cascos dos navios, projectando, assim, uma grande quantidade de pedaços de madeira; a sua alcunha era o smasher (esmagador). No entanto, o seu cano curto aumentava o risco de incêndio devido à saída de material a arder para junto de materiais combustíveis.

## Artilharia
Uma caronada era mais curta e mais leve que um canhão de cano longo: uma caronada de 32 libras pesava menos de uma tonelada, mas um canhão tradicional chegava a pesar mais de três. As caronadas eram construídas com os calibres mais usuais na época: 6, 12, 18, 24, 32 e 42 libras, sendo conhecidas versões de 68.
As de menor dimensão tinham três funções. Primeiro, era habitual constituírem todo o armamento de navios sem categoria. Por outro lado, navios de médio porte, como os que fizeram parte da Batalha do Lago Borgne, eram armados com peças de 18, 24 e 32 libras à proa, e duas pequenas caronadas na popa. Por último, os navios de maior dimensão equipavam os seus barcos de apoio - cúter, pinnace, balsa - com caronadas de 12, 18 e 24 libras.
As caronadas não eram incluídas nas contagens do número de canhões dos navios de linha. Assim, a classificação dos navios feito pela Marinha Real de acordo com o número de armas a bordo poderá induzir em erro; os navios podiam estar equipados com menos armas mas com mais peças de artilharia.
Embora a caronada, tal como outro armamento naval, estivesse montada com cordas de modo a minimizar o seu recuo, o seu sistema de montagem era diferente. A caronada estava montada numa base deslizante em vez de apoiada em rodas, e a sua elevação era feita com uma chave de fendas em vez de cunhas de madeira. Por outro lado, a caronada era montada numa saliência por debaixo do cano, em vez das habituais saliências (munhão) existentes de cada lado dos canhões. Assim, a caronada possuía um elevado centro de gravidade. No final da sua vida útil de utilização, algumas destas armas passavam a ter munhões por forma a reduzir o seu centro de gravidade.

## Alcance
Devido a várias irregularidades no tamanho das balas, havia uma folga considerável entre a bala e o interior do cano. Esta folga levava a uma perda considerável de força aquando da projecção da bala. Embora a Carron Company tivesse conseguido diminuir este defeito, a caronada tinha cerca de um terço a metade do alcance dos canhões de cano longo dado utilizarem menos carga de pólvora. No final do século XVIII, a táctica de combate habitual era o confronto lateral a curta distância, levando a que não se tivesse em conta a questão do alcance dos tiros; a quantidade de caronadas a bordo era um factor mais importante. Estas podiam mesmo estar montadas no convés ao invés dos canhões de cano longo que podiam desequilibrar os navios. Uma vantagem das caronadas era que o número de homens para as manusear era reduzido, e eram rapidamente carregadas e fáceis de apontar.

## Esquema

1. Parafuso da culatra
2. Mira traseira
3. Orifício
4. Mira frontal
5. Primeiro anel de reforço
6. Cano
7. Boca
8. Segundo anel de reforço
9. Eixo de rotação horizontal
10. Calço
11. Eixo de rotação vertical
12. Roda
13. Pedestal móvel
14. Carreto
15. Maçaneta
16. Dispositivo de elevação